# 한판 경제
《한판 경제》는 대한민국에서 평일 오후 4시에 텔레비전으로 방송하는 JTBC의 주중 낮 뉴스 프로그램이다.

## 그 외 JTBC 뉴스 프로그램
- JTBC 뉴스 모닝
- JTBC 뉴스전망대
- JTBC 뉴스 정오의 현장
- JTBC 뉴스 사사건건
- JTBC 뉴스 이브닝
- JTBC 뉴스 10
- JTBC 주말뉴스